# GP Belek femenino
El GP Belek femenino (oficialmente: GP Belek - WE) es una carrera profesional femenina de ciclismo en ruta de un día que se disputa anualmente alrededor de Alanya en la provincia de Antalya en Turquía. Es la versión femenina de la carrera del mismo nombre.
La primera edición se corrió en el año 2020 como parte del Calendario UCI Femenino bajo la categoría 1.2.

## Palmarés
| Año  | Ganador       | Segundo      | Tercero             |
| ---- | ------------- | ------------ | ------------------- |
| 2020 | Olha Kulynych | Olena Sharha | Viktoriia Melnychuk |

## Palmarés por países
| País    | Victorias |
| ------- | --------- |
| Ucrania | 1         |